# Taynikma - Legenden om Rax
Taynikma - Legenden om Rax er en animationsfilm, der bygger på Taynikma-universet. Filmen er instrueret af Jan Kjær efter manuskript af Merlin P. Mann.

## Handling
Rax tror, han hører til i den mægtige bjergklan, men klanen beskylder ham for at være tyv og jager ham på porten. Hjemløs og på flugt bliver Rax tilbudt at komme med i den lokale tyvebande. Nu må Rax vælge, hvad der er vigtigst: At være tro mod sig selv eller være en del af et fællesskab. "Tyv eller gadeunge ... Du vælger selv!"